# Morane-Saulnier L
Die Morane-Saulnier L, auch als „Morane-Parasol“ bezeichnet, war ein 1913 von der französischen Firma Société Anonyme des Aéroplanes Morane-Saulnier entwickelter Schirmeindecker („Parasol“) und gilt als erstes Jagdflugzeug der Militärluftfahrt.

## Entwicklung
Im August 1913 rüstete Morane-Saulnier eine Maschine ihres Typs G zum drahtverspannten Schirmeindecker um. Dies war der Prototyp der Morane-Saulnier L, eines zweisitzigen Aufklärungsflugzeuges, welches 1914 in Produktion ging.
Das Muster hatte einen kastenförmigen Rumpf, eine hufeisenförmige Motorverkleidung, ein normales Achsfahrgestell und ein nur aus einem kleinen Seiten- und Höhenruder bestehendes Heck, einige Serienmaschinen erhielten sogar nur eine starre Seitenflosse. Er besaß keine Querruder, sondern die Steuerung um die Längsachse erfolgte durch Verwindung der Tragflächen.

## Einsatz
Die Morane-Saulnier L wurde zu Beginn des Ersten Weltkriegs in großen Stückzahlen unter der militärischen Bezeichnung M.S.2 geordert. Zunächst als Aufklärer, als Bomber und beim Absetzen von Kampfstoffen eingesetzt, bestand die Maschine bei Begegnungen mit Feindmaschinen zahlreiche Luftkämpfe, die von den Besatzungen mit Karabinern ausgetragen wurden. Auf diese Weise erzielten die Flieger Gilbert und Bros de Puechredon am 10. Januar 1915 den ersten Abschuss eines deutschen Aufklärungsflugzeugs.
Dennoch verschaffte die Bewaffnung der Flugzeugbesatzungen mit einem Karabiner dem Flugzeug nur geringe Kampfkraft. Es war in Vergessenheit geraten, dass Raymond Saulnier bereits vor dem Krieg an einem Unterbrechergetriebe gearbeitet hatte, das es ermöglichen sollte, mit einem MG durch den Propellerkreis zu feuern, ohne die rotierenden Propellerblätter zu beschädigen. Versuche hatten aber gezeigt, dass das Schießverhalten der von der Armee gelieferten Hotchkiss-MGs mit 8-mm-Munition zu unzuverlässig für eine Synchronisierung war und damit die Luftschraube beschädigen konnte.
Capitaine de Vergnette, Führer der Escadrille MS.23, erinnerte sich an diese Experimente. In seiner Staffel, die gerade mit neuen Maschinen des Typs Morane-Saulnier N ausgestattet wurde, dienten zahlreiche Vorkriegspiloten, darunter der berühmte Rekordflieger und Werksflieger von Morane-Saulnier Roland Garros. Garros wurde direkt zu seiner früheren Firma nach Villacoublay geschickt und ließ dort eine Morane-Saulnier L mit einem Hotchkiss-MG bestücken, welches durch den Propellerkreis feuerte; die Propellerblätter waren dazu mit einfachen Ablenkblechen versehen. Garros kehrte mit der Morane-Saulnier L zur MS.23 zurück und errang am 1. April 1915 seinen ersten historischen Luftsieg, rasch gefolgt von zwei weiteren. Dann musste der Pilot selbst jedoch hinter den deutschen Linien notlanden und die Erfindung fiel in die Hände des Gegners. Auch Georges Guynemer, später einer der bekanntesten französischen Kampfflieger, erzielte am 19. Juli 1915 seinen ersten Luftsieg mit einem Typ L über einen deutschen Zweisitzer.

### Einsatzländer
Eine von der Türkei bestellte Serie des Typs L wurde mit Ausbruch des Ersten Weltkrieges von der französischen Regierung zugunsten der französischen Aéronautique Militaire beschlagnahmt. Auch die belgische Fliegertruppe verfügte über Flugzeuge des Modells Morane-Saulnier L. Nach dem Kriegsbeginn gingen Exporte an die Bündnispartner Russland und Großbritannien. Morane-Saulnier L wurden erfolgreich von der russischen Fliegertruppe an der Ostfront eingesetzt; 50 Maschinen gingen an das Royal Flying Corps, 25 an den Royal Naval Air Service und flogen an der Westfront bzw. über der Ägäis. Großes Aufsehen erregte die Vernichtung des deutschen Luftschiffs LZ 37 durch den britischen Marineflieger Leutnant Warneford am 7. Juni 1915 über Gent, erzielt durch den Abwurf von Brandbomben auf die Zeppelinhülle. Ebenfalls bekannt wurde der kanadische Captain M. Bell-Irving von der No. 1 (RFC) Squadron, der mit seiner Morane-Saulnier L am 19. Dezember 1915 drei Feindflugzeuge angriff, eines davon abschoss und die beiden weiteren vertrieb. Diese Erfolge blieben jedoch Einzelfälle, nachdem es ab Sommer 1915 der deutschen Fliegertruppe gelungen war, die Luftüberlegenheit weitgehend für sich herzustellen und zu behaupten.
Am 29. Juni 1915 landete auf dem Rückflug nach einem Bombenangriff auf die deutsche Zeppelinwerft in Friedrichshafen Sergeant Eugene Gilbert von der Escadrille MS.49 mit seiner Morane-Saulnier L bei Rheinfelden in der Schweiz. Das Flugzeug wurde beschlagnahmt und als Trainer für die Pilotenausbildung im Luftkampf verwendet.
Der schwedische Konstrukteur Enoch Thulin stellte mit der Thulin D „Parasol“ eine Kopie der Morane-Saulnier L her. Eine aus Schweden überbrachte Thulin D wurde im März 1918 zum zweiten Flugzeug der finnischen Luftwaffe.

### Die Morane-Saulnier L im Leistungsvergleich
| Name                   | Land                   | Motorstärke | max. Geschwindigkeit | Startgewicht | MG | Gipfelhöhe |
| ---------------------- | ---------------------- | ----------- | -------------------- | ------------ | -- | ---------- |
| Morane-Saulnier L      | Frankreich             | 80 PS       | 123 km/h             | 480 kg       | 1  | 4.700 m    |
| Morane-Saulnier N      | Frankreich             | 110 PS      | 165 km/h             | 510 kg       | 1  | 4.000 m    |
| Vickers F.B.5 „Gunbus“ | Vereinigtes Königreich | 100 PS      | 113 km/h             | 930 kg       | 2  | 2.743 m    |
| Pfalz A.II             | Deutsches Reich        | 100 PS      | 150 km/h             | 615 kg       | 0  |            |
| Pfalz E.III            | Deutsches Reich        | 110 PS      | 150 km/h             | 445 kg       | 1  | 4.000 m    |
| Fokker E.I             | Deutsches Reich        | 80 PS       | 130 km/h             | 560 kg       | 1  | 3.000 m    |

### Einsatzende
Durch eine Überarbeitung der Struktur und weitere Verbesserungen entstand schließlich die Morane-Saulnier LA, die aber nur ein Übergangsmuster blieb. In Frankreich wurde das Muster nur vereinzelt verwendet, mehrere Maschinen gingen aber an Russland und Großbritannien.
Ab Mitte 1915 wurden die Morane L durch den Typ N ersetzt, die jedoch der Feuerkraft der deutschen Eindecker unterlegen war, Anfang 1916 gefolgt von der zweisitzigen Morane-Saulnier P.
Auf deutscher Seite wurden Kopien des Flugzeugs bei den Pfalz-Flugzeugwerken nachgebaut. Sie erhielten die Bezeichnungen Pfalz A.I, Pfalz A.II bzw. die mit MG zum einsitzigen Jagdflugzeug umgerüstete bewaffnete Variante Pfalz E.III.
Nach Produktionsende gelang 1918 dem Argentinier Luis Candelaria die erste Überquerung der Anden mit seinem solchen Flugzeug.

## Technische Daten

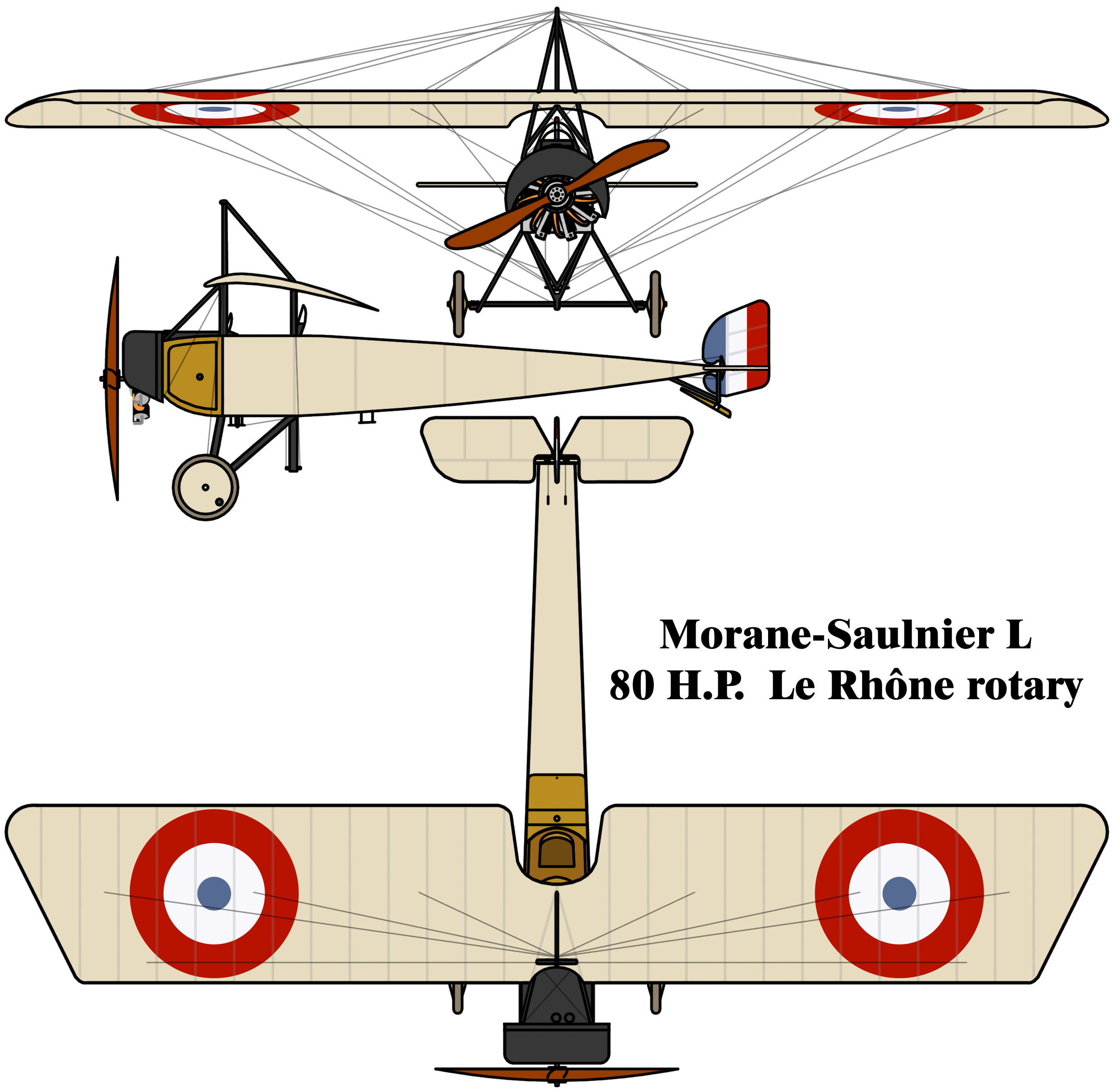
Dreiseitenriss der Morane-Saulnier L

| Kenngröße             | Daten Morane-Saulnier L                              |
| --------------------- | ---------------------------------------------------- |
| Besatzung             | 1 Pilot, 1 Beobachter                                |
| Länge                 | 6,88 m                                               |
| Spannweite            | 11,20 m                                              |
| Höhe                  | 3,93 m                                               |
| Flügelfläche          | 18,30 m²                                             |
| Flügelstreckung       | 6,9                                                  |
| Leermasse             | 385 kg                                               |
| Startmasse            | 655 kg                                               |
| Höchstgeschwindigkeit | 123 km/h                                             |
| Steigzeit auf 1000 m  | 5:45 min                                             |
| Dienstgipfelhöhe      | 4000 m                                               |
| Flugdauer             | 2 h                                                  |
| Triebwerke            | 9-Zylinder-Umlaufmotor Gnome-Rhône mit 59 kW (80 PS) |
| Bewaffnung            | Hotchkiss- oder Lewis-MG 7,7 mm (.303 inch)          |
| Stückzahl             | ca. 600                                              |

## Bilder

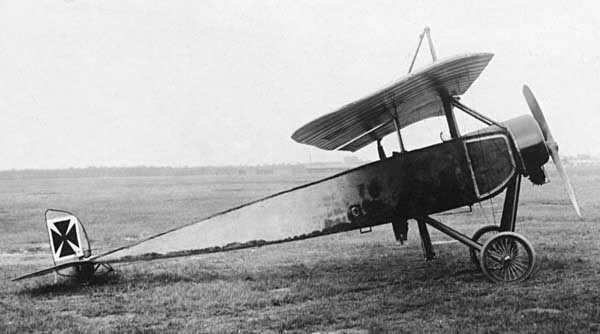
Von deutschen Truppen erbeutete Morane-Saulnier L
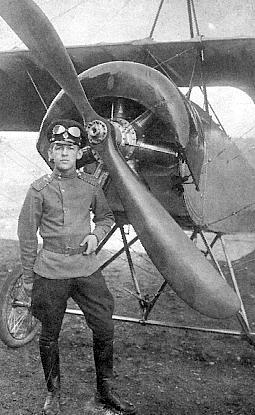
Der russische Fähnrich Aleljuchin vor einer Morane-Saulnier L
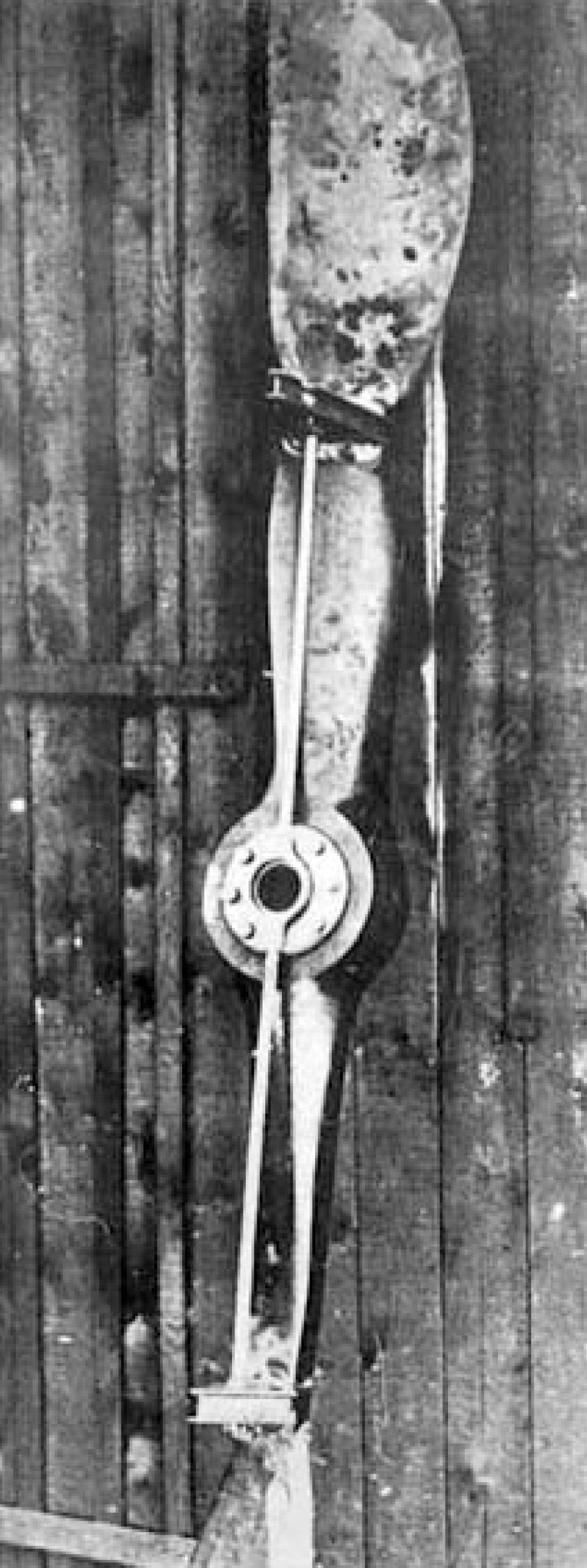
Propeller mit Ablenkblechen
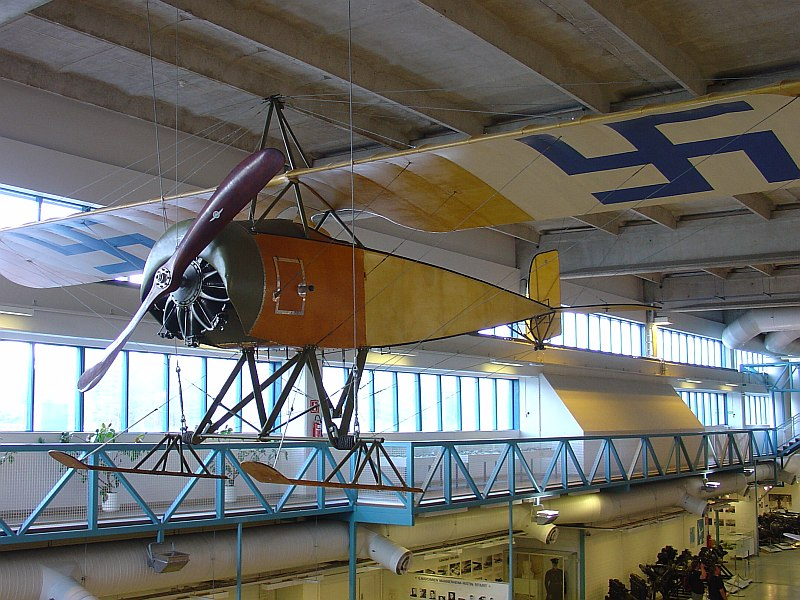
Restaurierte finnische Thulin D (F.4)